# Slachthuis (hoorspel)
Slachthuis is een tweedelig hoorspel van Sławomir Mrożek. Schlachthof werd op 25 februari 1976 door de Norddeutscher Rundfunk uitgezonden. Coert Poort vertaalde het en de NCRV zond het uit op maandag 6 en 13 november 1978, 22:33 uur tot 23:00 uur, als vijfde in de luisterspelreeks Spelen tegen de oorlog. De regisseur was Ab van Eyk.

## Rolbezetting
- Hans Hoes (violist)
- Maria Lindes (fluitiste)
- Emmy Lopes Dias (moeder)
- Jan Borkus (Paganini & slager)
- Tom van Beek (directeur)
- Willy Ruys (conciërge)

## Inhoud
Er is in de visie van de auteur niet zoveel nodig om onze beschaving door te prikken. Als je door dat zogenaamde laagje beschaving heen bent, stoot je op “het dierlijke in de mens dat als vanzelf naar boven komt. Slachthuis en academie, rundvee en intellect – het ligt allemaal door elkaar.” Het is een bizar spel. Omdat er in het slachthuis tijdens het slachten zo’n afgrijselijk gebrul ontstaat, kan een violist die in een gebouw ernaast een concert geeft, zijn eigen spel niet meer horen. Er ontstaat een ruzie tussen de directeur van het concertgebouw en de slager uit het slachthuis. Uiteindelijk grijpt de violist zelf in, waardoor er een gesprek ontstaat over kunst. “Ik heb ervaren dat een geslachte stier meer indruk maakt op het publiek dan de grootste virtuoos…”